# Anna Marchlewska-Koj
Anna Marchlewska-Koj (ur. 12 stycznia 1938 w Krakowie, zm. 6 kwietnia 2022) – polska biolog, specjalistka z zakresu genetyki i endokrynologii, wykładowczyni Uniwersytetu Jagiellońskiego.

## Życiorys
Ukończyła studia biologiczne na Uniwersytecie Jagiellońskim w 1960, doktoryzowała się w 1967, habilitowała się w zakresie nauk przyrodniczych w 1976. Tytuł profesora nadzwyczajnego otrzymała w 1987, profesora zwyczajnego- w 2001. W latach 1987–1991 pełniła funkcje zastępcy dyrektora Instytutu Zoologii UJ, a w latach 1991–2006 kierownika Zakładu Rozrodu Ssaków i przewodniczącej zespołu ds. Programu Sokrates Stałej Rektorskiej Komisji ds. Międzynarodowych Programów Edukacyjnych.

## Działalność naukowa
Specjalizowała się w genetyce i endokrynologii. Zainicjowała w Polsce działania zmierzające do ochrony zwierząt laboratoryjnych. Przewodniczyła I Lokalnej Komisji Etycznej ds. Doświadczeń na Zwierzętach w Krakowie i była wiceprzewodniczącą Stałej Rektorskiej Komisji ds. Doświadczeń na Zwierzętach. Była pionierką badań nad feromonami i ich rolą w hormonalnej regulacji rozrodu gryzoni. Zajmowała się również popularyzacją nauki w Krakowskim Młodzieżowym Towarzystwie Przyjaciół Nauk i Sztuk, które działa w Centrum Młodzieży im. dr Henryka Jordana w Krakowie pod patronatem Uniwersytetu Jagiellońskiego. Publikowała prace naukowe na temat regulacji aktywności rozrodu gryzoni.

## Życie prywatne
Żona Aleksandra Koja, wnuczka Leona Marchlewskiego, córka Teodora Marchlewskiego.

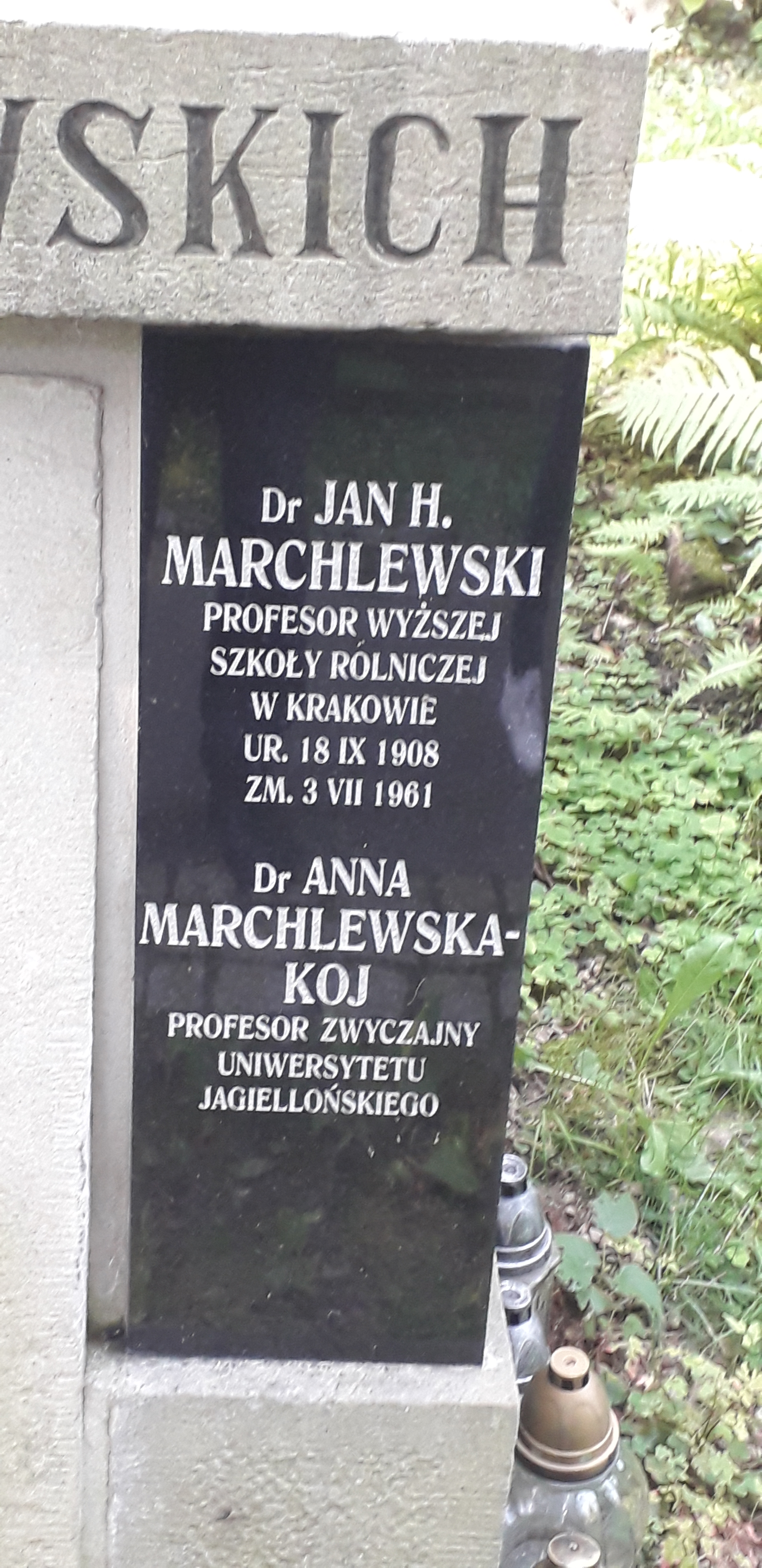
Anna Marchlewska-Koj grób

Pochowana na cmentarzu Rakowickim.